# Tsuguharu Foujita

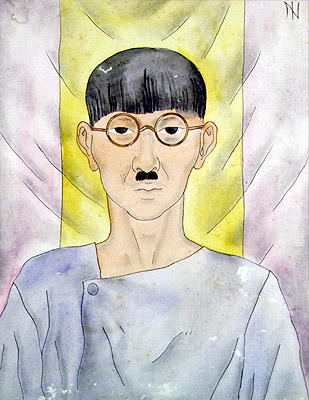
Porträtt av Foujita, av Ismael Nery (1930)

Léonard Tsuguharu Foujita, född den 27 november 1886 i Tokyo i Japan, död den 29 januari 1968 i Zürich, var en japansk-fransk målare och grafiker, verksam i Frankrike.

## Biografi
Foujita tog 1910 sin examen vid det som idag är Tokyo National University of Fine Arts and Music. Tre år senare reste han till Frankrike och kom till Montparnasse i Paris. Där träffade han  Amedeo Modigliani, Pascin, Chaim Soutine och Fernand Léger och blev vän med Juan Gris, Pablo Picasso och Henri Matisse. Han tog också danslektioner hos den legendariska Isadora Duncan.
Foujita hade sin första ateljé på 5 rue Delambre i Montparnasse och hans liv i Montparnasse dokumenteras i flera av hans verk, inklusive etsningarna A la Rotonde eller Café de la Rotonde från 1925–1927, och en del av Tableaux de Paris-serien publicerad 1929. Han uppmärksammades särskilt för ett måleri som förenade japansk raffinerad enkelhet med Parisskolan och europeisk realism.
Foujita flyttade 1931 till Brasilien och målade i Latinamerika, och hade framgångsrika utställningar i bland annat Buenos Aires i Argentina. År 1933 välkomnades han tillbaka som känd konstnär i Japan där han stannade och blev känd som producent av militaristisk propaganda. Till exempel stödde den kejserliga marinens informationskontor hans besök i Kina 1938 som en officiell krigskonstnär.
Foujita lämnade Japan efter kriget och vid sin återkomst till Frankrike konverterade han till katolicismen. År 1955 blev han fransk medborgare och avsade sig sitt japanska medborgarskap. 
Tsuguharu Foujita dog av cancer den 29 januari 1968 i Zürich i Schweiz.